# 沪乍杭铁路
沪乍杭铁路是中华人民共和国上海市和浙江省规划的一条客货两用普速铁路项目。新建工程西起海宁站，东至漕泾站，全线长度约89公里，设计速度为160公里/小时，浙江段线位实际为已立項的沪平盐城际铁路（金山至平湖市域铁路）；漕泾站向东对既有浦东铁路电化扩能改造至四团站，再新建南港支线至上海港临港新城作业区。
此外，项目另包括沪昆铁路海宁段提质改造、马王塘站新建物流基地、乔司站新建站修作业场等工程。项目投资总额351.1亿元。

## 沿革

### 浦东铁路
浦东线阮四段，与芦潮港线合称浦东铁路（一期），是上海洋山保税港工程的配套建设工程，曾被命名为上海轨道交通26号线。

### 沪平盐城际铁路时期
原规划中该线是上海市金山区和浙江省平湖市、海盐县间的市域轨道交通项目。东起金山卫站，西至海盐东站，原定总长约52.116公里，设计时速160km/h，与上海金山线贯通运营至上海南站，开行大站快车和站站停车两种列车。
当时工程按国家铁路局《市域（郊）铁路设计规范》设计，车站到发线有效长度400m，站台长度均为220m。工程的投资建设主体是沿线地方政府，国铁并不参与，且上海段地下隧道的选线条件难以满足货物列车运行，因此本线仅开行市域动车组，货运功能由另规划的沪乍杭货线承担。
上海段（也称“金山卫至独山港段”）线路长度约10.470公里，自金山卫站引出，在原金卫东站附近入地折向北，沿东平路、金山大道地下敷设，在金山卫城内设一座地下站金山大道站，然后穿越金山第二工业区（上海碳谷绿湾产业园）至沪浙省界。浙江段（也称“独山港至海盐段”）自省界附近出地，向西经平湖市独山港镇、乍浦镇、林埭镇、当湖街道，海盐县开发区（西塘桥街道），终至海盐县武原街道，线路长度约41.646公里，地下段长1.90公里、高架及地面段长39.746公里，设7个车站，均为高架站。新建海盐东存车场1处（预留动车所条件），出入线4.285公里；新建牵引电力合建所1座。项目投资估算总额约188.5亿元，其中浙江段约127亿元。
项目业主为平湖市、海盐县政府，由浙江交投集团–浙江轨道集团以BOT模式建设运营。

### 沪乍杭铁路时期
早期规划中，沪乍杭通道为客货共线铁路，服务于独山港海铁联运，并与沪通铁路–浦东铁路组成外围上海的货运通道，可释放京沪铁路、沪昆铁路运力。2023年起，沪乍杭通道改为修建350km/h的沪乍杭高铁，原规划的货运功能需另设线路实现。最初计划为此修建一条单线货运铁路，与沪平盐城际铁路并存。另外，浙江省、嘉兴市还远期规划修建「海盐至海宁市域铁路」。
2025年起，沪乍杭货线与沪平盐等城际铁路规划合并为一，以沪乍杭铁路名义启动前期工作。相比原设计的沪平盐线，西端终点发生变化，延长至沪昆铁路海宁站，东端也改为经新建的上海金山站接入漕泾站，并同步实施浦东铁路复线电气化工程、沪昆铁路海宁段提质改造，形成与沪乍杭高铁并行的货运通道。上海段线路全长16.7km，浙江段线路长约72.8km。新建工程还包括了金山园区站至上海金山站等5.5km市域联络线，以及独山港西站引出的3.7km独山港码头支线。此外项目中还包括了马王塘站物流基地、乔司站修作业所等项目，并需对金山铁路局部改线。
原沪平盐项目为沿线平湖市、海盐县政府委托浙江交投集团–浙江轨道集团以BOT模式建设运营，运营期政府每年补贴2.78亿元。项目名义改为沪乍杭铁路后，浙江交投集团需与地方政府解除该PPP项目合同。
- 2025年2月24日 沪乍杭铁路上海段选线专项规划公示[23]
- 2025年2月26日 沪乍杭铁路浙江段可研初设阶段相关专题编制服务招标[24]
- 2025年4月11日 沪乍杭铁路环境影响评价首次公开信息，环评机构为中铁上海设计院集团有限公司[21]